# Hugo van der Goes
Hugo van der Goes, flamski slikar, * ok. 1430/1440, morda Gent, † 1482, Auderghem
Bil je eden najpomembnejših in izvirnih flamskih slikarjev poznega 15. stoletja pa tudi pomemben slikar oltarnih del, pa tudi portretov. S svojim monumentalnim slogom, uporabo določenega barvnega razpona in individualističnim načinom portretiranja je v slikarstvo vnesel pomembne novosti. Od leta 1483 dalje je prisotnost njegove mojstrovine Portinarijev oltar, v Firencah vplivala na razvoj realizma in uporabo barve v italijanski renesančni umetnosti.

## Življenje
Hugo van der Goes se je verjetno rodil v Gentu ali v okolici Genta okoli leta 1440. O umetnikovem življenju pred letom 1467, letom, ko je postal mojster v slikarskem cehu v Gentu, ni nič z gotovostjo znanega. Pokrovitelja njegovega članstva v cehu sta bila Joos van Wassenhove, mojster v Gentu iz leta 1464 in Daneel Ruthaert. Verjetno se je učil drugje, preden je postal mojster v Gentu. Nekateri zgodovinarji domnevajo, da je bil Dieric Bouts verjetno mojster van der Goesa, vendar za to ni neodvisnih dokazov.
Leta 1468 je mesto Gent naročilo umetniku, da izvede nekatera dela v zvezi s podelitvijo Velikega odpustka, ki ga je dobilo mesto. V naslednjih letih je več mestnih naročil zahtevalo, da je Van der Goes ustvaril okraske za prireditve, kot so papeški blazoni. Leta 1468 je bil v mestu Brugge, kjer je izdeloval okraske za praznovanje poroke med Karlom Drznim in Margareto Yorško. Hugo van der Goes je ponovno zabeležen 18. oktobra 1468, ko je skupaj z drugimi člani Gentskega slikarskega ceha na skupščini ceha v Gentu gostil slikarje iz bližnjega Tournaija, da bi skupaj praznovali dan sv. Luke, ki je bil zavetnik slikarjev.
Leta 1469 sta Hugo van der Goes in Joos van Wassenhove jamčila za Alexandra Beninga za njegov vstop kot mojstra v slikarski ceh v Gentu. Alexander Bening se je leta 1480 poročil s Katarino van der Goes, sestrično Huga van der Goesa. Umetnik je skupaj s svojo delavnico delal po naročilih mesta Gent za zagotavljanje heraldičnih okraskov za Blijde Intrede (slavnostni kraljevi vstop) Karla Drznega v Gent leta 1469 in pozneje leta 1472.
Ko je leta 1470 Joos van Wassenhove iz Genta odšel v Italijo, da bi postal dvorni slikar Federica da Montefeltra, vojvode Urbinskega, je van der Goes postal vodilni slikar v Gentu. Leta 1473 je burgundski dvor plačal Van der Goesu za ustvarjanje blazonov, uporabljenih na pogrebu Karla Dobrega. Slikar je bil večkrat izvoljen za diakona slikarskega ceha v Gentu in je bil njegov diakon od 1474 do 1476.
V tem obdobju je Hugo van der Goes naslikal Poklon Treh kraljev, znan tudi kot oltar Monforte (Gemäldegalerie, Berlin) in delal pri naročilu Tommasa Portinarija, italijanskega bankirja za Medičejsko banko v Bruggeu, Portinarijev oltar (galerija Uffizi, Firence), ki je prispel na cilj v Firence šele leta 1483, ko je umetnik že umrl.
Van der Goes je dosegel precejšen uspeh in si zagotovil pomembna naročila burgundskega dvora, cerkvenih ustanov, bogate flamske buržoazije in združenj italijanskih poslovnežev s sedežem v burgundski Nizozemski. Ko je leta 1477 dosegel vrhunec svoje kariere, se je van der Goes nenadoma odločil zapreti svojo delavnico v Gentu, da bi postal frater conversus  (tj. laični brat) v samostanski skupnosti Rood Klooster blizu Auderghema (danes v Bruslju). Rood Klooster je bil del samostanskega krila gibanja Devotio Moderna in je pripadal kongregaciji Windesheim. V samostanu je užival določene privilegije. Še naprej je smel delati pri slikarskih naročilih in piti vino. Glede na kroniko, ki jo je v latinščini med letoma 1509 in 1513 pisal Gaspar Ofhuys, menih v Rood Kloosterju, so van der Goesa obiskale ugledne osebe, med katerimi je bil tudi nadvojvoda Maksimilijan.
V času, ko je bil v samostanu, je leta 1482 prejel prošnjo odvetnika mesta Leuven, da oceni dela za mestno hišo v Leuvenu, ki jih je Dieric Bouts pustil nedokončana v času svoje smrti. Kot nagrado za to storitev je van der Goes od mestnih oblasti dobil vrč z renskim vinom. Verjame se, da je bil Van der Goes tisti, ki je dokončal Boutsov nedokončani Triptih za Hyppolita Berthoza. Njegov prispevek je bila slika na levi plošči portretov para, ki je plačal za triptih. Leta 1482 je samostan poslal van der Goesa v Köln skupaj s polbratom Nicolaesom, ki je prav tako izpolnil redovne zaobljube in še enim  samostanskim bratom. Na povratku tega potovanja je umetnik utrpel akutno depresijo in se razglasil za prekletega. Neuspešno je poskusil samomor. Tovariši so ga pripeljali nazaj v Bruselj in nato v Rood Klooster. Po kratkem okrevanju je kmalu zatem v Rood Kloosterju umrl.
Ugiba se, da je tesnoba zaradi njegovih umetniških dosežkov morda prispevala k njegovi norosti, saj »ga je globoko mučila misel, kako bo kdaj dokončal umetnine, ki jih je moral naslikati in takrat je bilo rečeno, da bi devet let komaj dovolj«. Poročilo nemškega zdravnika Hieronymusa Münzerja iz leta 1495, po katerem je slikar iz Genta zaradi poskusa izenačenja z Gentskim oltarjem zapadel v melanholijo, se lahko nanaša na Huga van der Goesa.
Psihični zlom Huga van der Goesa je bil ponovno odkrit šele leta 1863, ko je belgijski zgodovinar Alphonse Wauters objavil informacije, ki jih je našel v novoodkriti Ofhuysovi kroniki. Wautersova objava je navdihnila pokojnega romantičnega belgijskega slikarja Emila Wautersa (nečaka Alphonsea Wautersa), da je ustvaril svojo sliko  Portret Huga van der Goesa iz leta 1872 (1872, Kraljevi muzeji lepih umetnosti Belgije). Ta slika prikazuje Huga van der Goesa v njegovem obdobju norosti in je bila tako uspešna, da je bila na Pariškem salonu nagrajena z veliko medaljo. Leta 1873 je nizozemski slikar Vincent van Gogh v pismu svojemu bratu Theu van Goghu omenil Wautersovo sliko. Van Gogh je še dvakrat primerjal svoj videz z videzom van der Goesa, kot ga je ustvaril Wauters in izjavil, da se je čustveno poistovetil s slikarjem iz 15. stoletja.

## Delo

### Splošno
Pripisovanje njegovih del je bilo za umetnostne zgodovinarje težko. Številna dela, za katera so v začetku do sredine 20. stoletja verjeli, da so njegova, so zdaj članov njegove delavnice ali sledilcev in torej kopije. Ker ni dokumentarnih dokazov, so atribucije temeljile na primerjavi z njegovim Portinarijevim oltarjem iz leta 1470 (galerija Uffizi, Firence), za katerega obstaja jasno pripisovanje avtorstva van der Goesa.
Izvirniki velikega dela van der Goesovih del so izgubljeni. Ta dela so ohranjena le s kasnejšimi kopijami, narejenimi po teh izgubljenih izvirnikih. Številne kopije pričajo o velikem spoštovanju, ki so ga imeli do njega in tudi prispevajo k njegovemu pomembnemu vplivu na zgodnjo flamsko umetnost. Grafike Martina Schongauerja po delih van der Goesa so umetnikov vpliv širili čez flamske meje v Nemčijo. Ugledni bruggški slikar Gerard David in pomočniki v njegovi delavnici so se očitno navdihnili pri gentskem umetniku.
Hugo van der Goes je bil pomemben slikar oltarnih del, pa tudi portretov. Njegova glavna verska dela vključujejo Portinarijev oltar, Poklon Treh kraljev (imenovan tudi Oltar Monforte), Čaščenje pastirjev (oba Gemäldegalerie, Berlin), Dunajski diptih (Umetnostnozgodovinski muzej, Dunaj) ) in Marijina smrt  (Groeningemuseum, Brugge).
V 1460-ih je van der Goes dobil naročilo za oltarno podobo cerkve Svete Trojice v Edinburghu s strani prvega provosta Edwarda Bonkila. Cerkev je ustanovila škotska kraljica, Marija Guelderska.  Na štirih ohranjenih ploščah oltarja svete Trojice je upodobljen škotski kralj Jakob III. Ob njem sta sveti Andrej in njegov sin, bodoči Jakob IV. Škotski In njegova žena Margareta Danska. Nastopi tudi donator Edward Bonkil.

### Portinarijev oltar
Van der Goesovo najbolj znano ohranjeno delo je Portinarijev oltar. Triptih je oltarni nastavek, ki jo je za cerkev Sv. Egidija v bolnišnici Santa Maria Nuova v Firencah naročil Tommaso Portinari, vodja podružnice Medičejske banke v Bruggeu.
Leta 1483, očitno nekaj let po tem, ko ga je van der Goes dokončal, je oltarna slika prispela v Piso, od koder je bila prek kanala odposlana do Porta San Friano v Firencah. Oltarna slika je bila obešena v cerkvi bolnišnice Santa Maria Nuova.
Surove značilnosti pastirjev v kompoziciji van der Goesa so močno vplivale na slikarje, ki so delali v Firencah. Domenico Ghirlandaio je verjetno navdih za svoje Razodetje v kapeli Sasseti dobil prav pri njem.  Največje nizozemsko delo, ki ga je bilo mogoče videti v Firencah, je bilo zelo pohvaljeno. Giorgio Vasari ga je v svojem Viteu leta 1550 označil kot Ugo d'Anversa ('Hugo iz Antwerpena'). To je edina dokumentacija za avtorstvo Huga van der Goesa. Vsa druga dela pripisujejo Van der Goesu na podlagi slogovne primerjave z oltarno podobo.
Po smrti Huga van der Goesa je bil triptih napačno pripisan drugim, med drugim Andrea del Castagno in  Domenicu Venezianu. Ta dva umetnika sta izdelala freske okoli oltarne slike, vendar nista sodelovala pri njenem oblikovanju. Leta 1824 jo je Karl Friedrich Schinkel opredelil kot delo Huga van der Goesa. Šele kasneje je ta teorija postala splošno sprejeta.
Osrednja plošča Portinarijevega oltarja prikazuje osrednje krščanske mite o rojstvu krščanskega boga odrešenika: Jezusovo rojstvo, čaščenje pastirjev in oznanjenje pastirjem (v skrajnem desnem ozadju). Predlaganih je veliko interpretacij ikonografije oltarne slike. Sestava poudarja predanost evharistiji in Kristusovemu pasijonu. Evharistijo predstavljajo angeli, oblečeni v liturgična oblačila in vizualna analogija snopa pšenice s Kristusovim telesom. Pasijon je predstavljen v mračnih izrazih figurah in v vidno postavljenem cvetnem tihožitju v ospredju, ki vključuje rože, kot so škrlatna lilija, bele in vijolične perunike in nageljni. Ena od posod, v kateri so rože, je tipa albarello. Te so bile uporabljene kot zdravilni kozarci, namenjeni držanju lekarniških mazil in suhih zdravil, zato se na sliki sklicujejo na bolniško okolje (tj. Bolnišnico Santa Maria Nuova), v kateri naj bi bila postavljena oltarna slika. Nekatere rože v cvetličnem tihožitju so bile v renesansi uporabljene tudi v medicinske namene, zato se nanašajo tudi na bolnišnične razmere. Ta sklicevanja na zdravilne moči nakazujejo tudi na čudežno rojstvo Jezusa, ki se je po krščanski literaturi zgodilo brez običajnih porodnih bolečin. Tudi Jezusovo rojstvo naj bi imelo zdravilno moč, tako da je človeštvo rešilo tako imenovanega izvirnega greha, krščanskega nauka o stanju greha človeštva, ki je bil posledica človekovega padca.
Stranski plošči prikazujeta moške (levo krilo) in ženske (desno krilo) člane donatorjeve družine Portinari, ki so naročili in podarili oltarno podobo. Desno krilo vključuje tudi prizor oznanjenja Magom in levo krilo potovanje Marije in Jožefa v Betlehem.

### Portreti
Hugo van der Goes velja za enega najpomembnejših portretistov v Evropi 15. stoletja. Takrat je portretiranje postajalo vse bolj pomembno v umetnosti zaradi obnovljenega pomena, ki ga posamezniku spodbuja vzpon humanizma.
Noben neodvisen portret Huga van der Goesa se ni ohranil. Njegove dosežke v tej zvrsti poznajo le donatorski portreti, vključeni v njegove pobožne diptihe in triptihe. Primeri so levo krilo Sv. Hipolita oltar, katerega osrednja in desna plošča so  Dierica Boutsa (ok. 1475, Groeningemuseum, Brugge), Portinarijev oltar, Oltar sv. Trojice (med 1473 in 1478, Scottish National Gallery, Edinburgh ) in drobci oltarnih del, kot sta   Portret moža v molitvi s sv. Janezom Krstnikom (Waltersov muzej umetnosti) in   Portret moža. Portreti, vključeni v ta nabožna dela, so običajno upodabljali moškega ali žensko v molitvi, za katere se zdi, da doživljajo neko vizijo, pogosto Device Marije.
Portret moža (ok. 1575, Metropolitanski muzej umetnosti v New Yorku) je dober primer njegovega portretnega dela. Ta majhna plošča je bila v prvotni pravokotni obliki izrezana na trenutno ovalno obliko. Oblikoval je verjetno desno krilo majhne oltarne slike, imenovane diptih, ki jo sestavljata le dve plošči. Druga možnost je, da je portret žene, ki je bila narisana na plošči na desni strani osrednje plošče, ki je prikazoval krščanski prizor, tako da je umetniško delo v celoti tvorilo običajni triptih. Krščanski prizor je bil verjetno prikaz Device in otroka. V Portretu moža je van der Goes pokazal svoje spretnosti portretista s sposobnostjo, da izkaže odločno držo in moč karakterja. Te učinke je dosegel tako, da je portretiranca postavil na višjo raven od gledalca in ustvaril kontrast med obrazom, ki ujame svetlobo od zunaj in temno steno za njim.
Van der Goes je z učinki svetilke posvetlil še bolj poudarjanje modeliranja obraznih potez, ki so videti kot kamnite. Te značilnosti, pa tudi videz rok in ozadja, potem ko so jih kasnejši restavratorji naslikali, lahko pojasnijo, zakaj so znanstveniki ta moški portret prej pripisali italijanskemu slikarju Antonellu da Messini. Močan realizem pristopa Huga van der Goesa s svojim natančnim upodabljanjem temnih tonov na obrazu človeka, strniščem na bradi in njegovimi hrapavimi rokami, ki  molijo, ustvarja vtis, da je mojster portreta prijel močan občutek predanosti.
Donatorski portret Hipolita de Bertohoza na levem krilu Oltarja Sv. Hipolita in glava Edwarda Bonkila, poslikana na desnem krilu Oltarja sv. Trojice, kažeta podoben realizem pri obravnavi portretov van Der Goesa. Portret moža v molitvi s sv. Janezom Krstnikom (Waltersov muzej umetnosti) kaže podobne lastnosti. Ko se je takrat, ko se je v javnosti kazalo močno čustvo, namrščil, se je Hugo van der Goes v tem delu zatekel k najbolj prefinjenim obraznim izrazom, da bi izrazil duševno stanje svojih portretirancev. V Portretu moža v molitvi s sv. Janezom Krstnikom je na subtilen način podprta globoka koncentracija portretiranca z dvignjenimi obrvmi in napetih mišicah okoli ust.

## Slogovni razvoj
Hugo van der Goes velja za enega najbolj izvirnih in inovativnih staronizozemskih umetnikov. Ker veliko del ni preživelo in večine preživelih del ni mogoče datirati natančno, je težko določiti slogovni razvoj van der Goesa. Portinarijev oltar je edino njegovo delo, ki ga je mogoče samozavestno povezati z umetnikom.
Kljub temu umetnostni zgodovinarji vidijo globalni razvoj, ki se začne s slogom, ki je blizu iluzionizmu van Eycka. Za ta zgodnji slog je bil značilen podroben opis v bogatih barvah in perspektiva ene same točke izginjanja, kot jo lahko opazimo na oltarni plošči Monforte in na osrednji plošči Portinarija. Van der Goes se je tega sloga morda naučil od Petrusa Christusa ali Dieric Boutsa.
Kasnejša dela so postopoma opustila iluzionizem zaradi večjega poudarka na umetnosti slike kot ustvarjene podobe, ločene od resničnosti. Ta učinek je bil dosežen z uporabo omejenega razpona barv in izrazitim popačenjem figur ter prostora. Primer del v tem kasnejšem slogu sta Marijina smrt (Groeningov muzej, Brugge) in Čaščenje pastirjev (ok. 1480, Gemäldegalerie, Berlin). Druge značilnosti, pripisane tem kasnejšim delom, so razčlenitev prostora, odpoved elementom tihožitja, ki niso neposredno povezani s tematiko in pretirana vznemirjenost in presežek izraza na slikah. Zgodnji učenjaki so evolucijo videli kot odraz naraščajoče duševne nestabilnosti umetnika. Kasnejše interpretacije so dajale veliko težo umetnikovi privrženosti gibanju Devotio Moderna kot pomembnemu vplivu (moderna pobožnost je bilo gibanje za versko reformo, ki je pozvalo k apostolski prenovi s ponovnim odkritjem resničnih pobožnih praks, kot so ponižnost, poslušnost in preprostost življenja). Te interpretacije poznejše slike vidijo kot poskuse van der Goesa, da ideje tega gibanja prevede v vizualni medij. Še posebej poudarjanje gibanja na meditaciji igra ključno vlogo pri umetniku, ki opušča iluzionizem.
Zdi se, da utišana obarvanost poznega Čaščenja pastirjev podpira razlago slogovne evolucije stran od iluzionizma. Nedavna obnova Čaščenja je prinesla nove vizualne dokaze, kar je v nasprotju s prejšnjim branjem, saj je razkrilo, da je bila slika namesto utišane svetla in močno iluzionistična.
Vsi znanstveniki se ne strinjajo, da je van der Goes pri svojem delu imel slogovni razvoj. Nekateri vztrajajo, da je bila njegova kar 15-letna kariera prekratka, da bi lahko razločevali razvoj. Drugi znanstveniki menijo, da je van der Goes umetnik s sposobnostjo ustvarjanja v istem obdobju in celo znotraj ene kompozicije zelo različnih vrst in slogov dela. Trdijo, da je imel van der Goes prožnost in obseg uporabe ali zavržka tehnik, kadar koli je to ustrezalo njegovemu namenu

### Risbe
Hugo van der Goes je pustil veliko število risb. Sledilci so te risbe ali slike uporabili za izdelavo velikega števila kopij kompozicij, ki so zdaj izgubljene. Po van der Goesovi smrti je ilustrator knjig Alexander Bening, ki je bil poročen z van der Goesovo nečakinjo, verjetno dobil van der Goesove risbe in vzorce. Simon Bening, sin Aleksandra Beninga, naj bi te risbe predstavil kasneje v Bruggeu, saj se kompozicije van der Goesa pojavijo v ilustriranem horariju, ki ga je ustvarila šola iluminatorjev iz Ghent-Bruggea.
Risba Jakob in Rahela, ohranjena v Christ Church Picture Gallery, Oxford naj bi bila redka ohranjena risba z avtogramom avtorja van der Goesa. To je bila morda predhodna študija vitražnega okna.